# Моджеєво (гміна Тухоме)
Моджеєво (пол. Modrzejewo, нім. Moddrow) — село в Польщі, у гміні Тухоме Битівського повіту Поморського воєводства.
Населення — 443 особи (2011).
У 1975-1998 роках село належало до Слупського воєводства.

## Демографія
Демографічна структура станом на 31 березня 2011 року:
|          | Загалом | Допрацездатний вік | Працездатний вік | Постпрацездатний вік |
| -------- | ------- | ------------------ | ---------------- | -------------------- |
| Чоловіки | 235     | 87                 | 134              | 14                   |
| Жінки    | 208     | 68                 | 118              | 22                   |
| Разом    | 443     | 155                | 252              | 36                   |